# Pluto Glacier
Pluto Glacier är en glaciär i Västantarktis, 255 meter över havet. Chile och Storbritannien gör anspråk på området.
Terrängen runt Pluto Glacier är huvudsakligen kuperad, men den allra närmaste omgivningen är platt.